# Alain Traoré
Alain Sibiri Traoré (Bobo-Dioulasso, 31 augustus 1988) is een Burkinees voetballer die bij voorkeur als aanvallende middenvelder speelt. Hij speelt sinds augustus 2021 bij Arta/Solar7 uit Djibouti. In 2006 maakte hij zijn debuut in het Burkinees voetbalelftal. Zijn sterke punten zijn vrije trappen, passing, koppen en balvastheid.

## Clubcarrière
Traoré viel op met zijn deelname aan het Afrikaans kampioenschap voetbal onder 17 in 2005, die hem een stage bij Manchester United opleverde. Een mislukte aanvraag voor een werkvergunning hield de transfer echter tegen. Zijn moeder besloot om zijn zoon voor het Franse AJ Auxerre te laten tekenen, een beslissing waar hij geen spijt van zou krijgen. Sir Alex Ferguson raadde Traoré nochtans aan eerst op huurbasis voor een Belgische club te spelen, in afwachting tot zijn werkvergunning in orde zou komen. Op 2 januari 2009 werd Traoré voor zes maanden (twee seizoenshelft van 2008/09) uitgeleend aan Stade Brest, waar hij veertien competitiewedstrijden speelde. Uiteindelijk speelde hij vijf seizoenen lang bij Auxerre; meermaals kwam hij ook in de vierde divisie van Frankrijk uit voor Auxerre B. Na de degradatie van Auxerre in het seizoen 2011/12 naar de Ligue 2 trok Traoré naar Lorient. Die club betaalde ongeveer vijf miljoen euro voor de Burkinees. Hij maakte zijn debuut op 11 augustus 2012 in de competitie tegen Paris Saint-Germain (2–2). Een maand later maakte Traoré beide doelpunten in de met 1–2 gewonnen wedstrijd tegen Stade Rennais. Op 31 januari 2015 vertrok Traoré tot het einde van het seizoen 2014/2015 op huurbasis naar AS Monaco, met optie tot koop. AS Monaco lichtte de optie niet op en in de zomer van 2016 maakte Traoré  de overstap naar Kayserispor. In juli 2017 vertrok Traoré transfervrij naar Al-Markhiya uit Qatar, om vervolgens in augustus 2018 te vertrekken naar RS Berkane. Met RS Berkane won Traoré op 25 oktober 2020 de CAF Confederation Cup, waarin de finale met 0–1 werd gewonnen van Pyramids. Na drie seizoenen RS Berkane vertrok Traoré in augustus 2021 transfervrij naar Arta/Solar7 uit Djibouti.

## Interlandcarrière
Alain Traoré maakte zijn debuut in het Burkinees voetbalelftal in een oefeninterland tegen Algerije op 15 november 2006 (1–2 winst). Met zijn broer Bertrand Traoré was hij actief op het Afrikaans kampioenschap voetbal 2012. In het toernooi van 2013 in Zuid-Afrika maakte hij een doelpunt in de groepswedstrijden tegen Nigeria en Ethiopië. Burkina Faso behaalde de kwartfinale. Traoré blesseerde zich aan zijn dijbeen in de laatste groepswedstrijd tegen Zambia en moet daarom verstek geven voor de rest van het toernooi. In december 2014 werd Traoré opgenomen in de selectie voor het Afrikaans kampioenschap voetbal 2015 in Equatoriaal-Guinea. Burkina Faso, dat behoorde tot de favorieten, verloor op dat toernooi zijn eerste wedstrijd gelijk en speelde het tweede groepsduel van gelijk tegen gastland Equatoriaal-Guinea (0–0). Hij werd beschouwd als de gevaarlijkste man op het veld: eenmaal schoot hij op de paal vanuit een vrije trap en eenmaal eindigde zijn schot via de doelman tegen de paal. Het Burkinees elftal werd in de groepsfase uitgeschakeld.

## Privé
Traoré is een oudere broer van Ajax-speler Bertrand Traoré, die tevens speelde voor Vitesse, Aston Villa, Chelsea en Olympique Lyonnais.

## Erelijst
RS Berkane
- CAF Confederation Cup: 2019/20